# Спаржевая трещалка
Спаржевая трещалка (лат. Crioceris asparagi) — вид листоедов (Chrysomelidae) из подсемейства трещалок (Criocerinae). Встречается от Испании до Центральной Азии, интродуцирован в Северную Америку. Кормовым растение является спаржа лекарственная (Asparagus officinalis). Паразитоидом вида — наездники-эвлофид Tetrastichus asparagi

## Подвиды

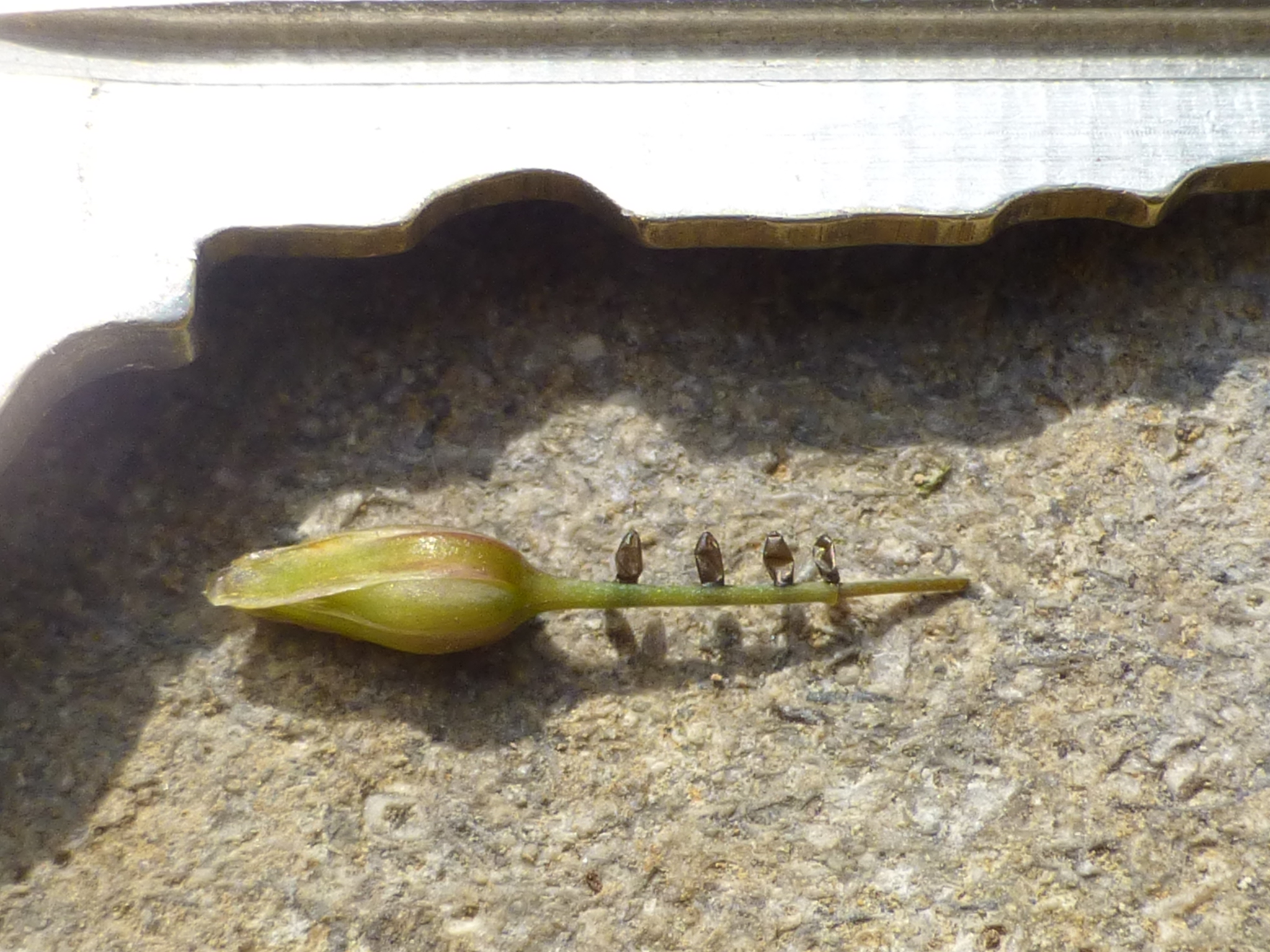
Яйца спаржевой трещалки, отложенные на стебелек цветка спаржи. (Для масштаба — бородка обычного домового ключа).

- Crioceris asparagi asparagi (Linnaeus, 1758)